# Tóbiás
Tóbiás est un prénom hongrois masculin.

## Étymologie
Tobie est le prénom théophore du personnage principal du Livre de Tobie, dans la Bible hébraïque. Il vient de Τωβίας, la version grecque de Toviyah (טוביה) qui signifie « Dieu est bon » en hébreu. Ce prénom a été donné principalement dans les milieux protestants.
Sa forme anglaise est Tobias, avec pour variantes diminutives courantes Toby et Tobie1. En allemand, c'est Tobsen ou Tobi, et Tobbe en suédois.

## Fête
Les "Tóbiás" sont fêtés le 1er janvier, le 13 juin, le 12 septembre ou le 2 novembre.